# Sitio de Santiago
Sitio de Santiago är en ort i Mexiko.   Den ligger i kommunen Ocotlán de Morelos och delstaten Oaxaca, i den sydöstra delen av landet, 400 km sydost om huvudstaden Mexico City. Sitio de Santiago ligger 1 595 meter över havet och antalet invånare är 116.
Terrängen runt Sitio de Santiago är varierad, och sluttar västerut. Runt Sitio de Santiago är det glesbefolkat, med 17 invånare per kvadratkilometer. Närmaste större samhälle är San Pablo Huixtepec, 17,1 km väster om Sitio de Santiago. Trakten runt Sitio de Santiago består i huvudsak av gräsmarker.